# Дірк Круа
Дірк Круа (18 квітня 1961) — бельгійський академічний веслувальник.
Срібний призер Олімпійських Ігор 1984 року в складі парної двійки, учасник 1988, 1992 років.